# Летовцы
 Летовцы  — деревня в Кирово-Чепецком районе Кировской области в составе Поломского сельского поселения.

## География
Расположена на расстоянии примерно 2 км на юг от центра поселения села Полом.

## История
Известна с 1873 года как деревня Летовская, где дворов 31 и жителей 232, в 1905 42 и 294, в 1926 48 и 242, в 1950 40 и 56, в 1989 16 жителей .

## Население
Постоянное население составляло 17 человек (русские 88%) в 2002 году, 19 в 2010.